# وانس وو
وانس وو (انگلیسی: Vanness Wu؛ زادهٔ ۷ اوت ۱۹۷۸) هنرپیشه و خواننده اهل تایوان و متولد ایالات متحده آمریکا است.
از فیلم‌ها یا برنامه‌های تلویزیونی که وی در آن نقش داشته است می‌توان به سه امپراتوری: رستاخیز اژدها، ۱۰۴۰ اشاره کرد.